# Let L-410 Turbolet

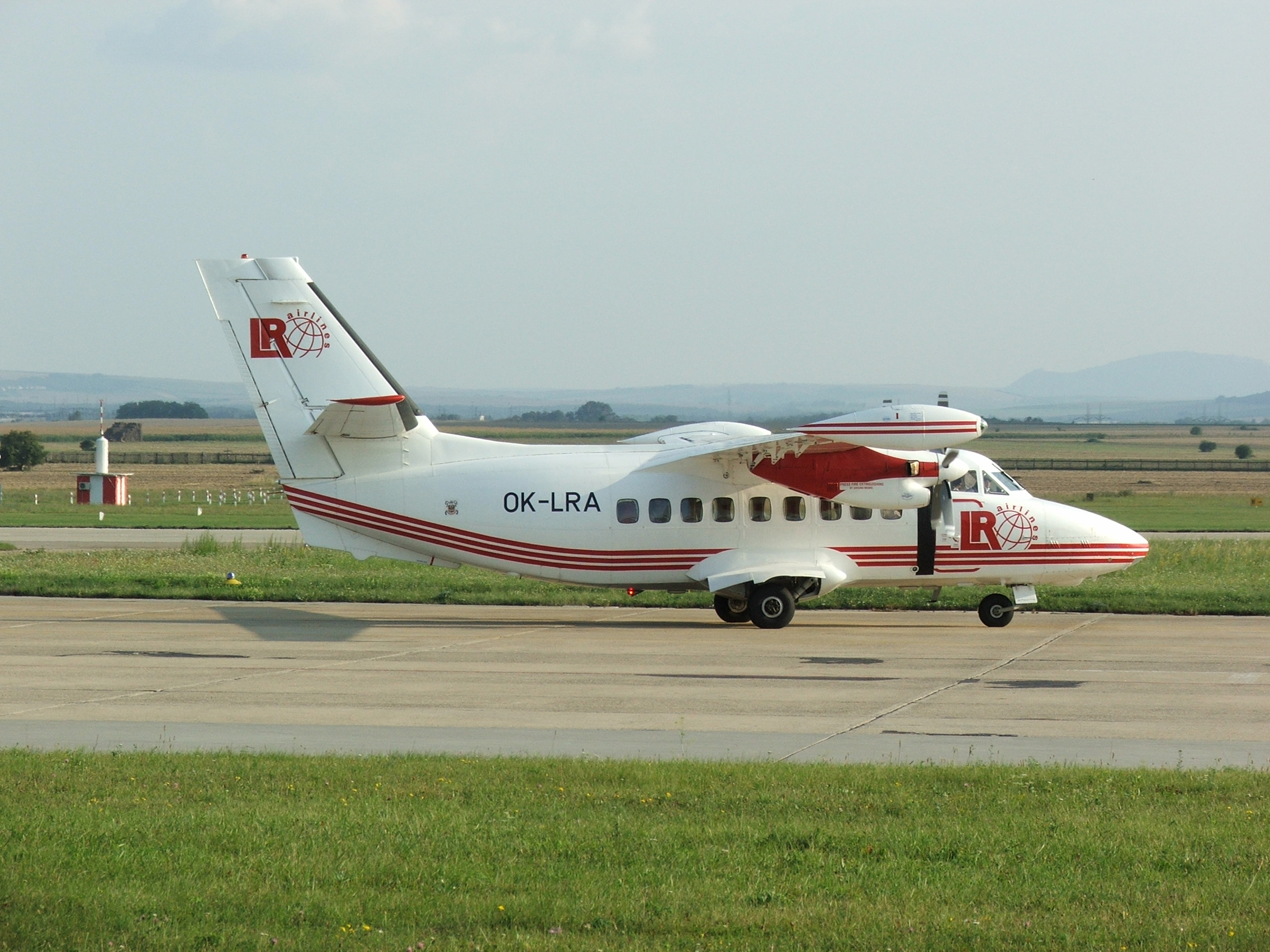
Let L-410

LET-410 är ett tvåmotorigt propellerflygplan som främst används som passagerarflygplan. 
Det tillverkades av Tjeckoslovakiska Let Kunovice i 1138 exemplar (2009). Planet tar maximalt 19 passagerare. Det flög för första gången 1969. Let L-410 blev utsett av Comecon som standardplan i den storleksklassen, och konkurrerade ut bland annat sovjetiska Beriev Be-32. Planet har varit inblandat i många olyckor då de är billiga i inköp och flygs på många platser i tredje världen.
En större version har utvecklats med beteckningen Let L-610, som tar upp till 40 passagerare. Endast 8 prototyper av den större versionen tillverkades.
En version benämnd LET 410-UVP-E20 typaccepterades av den svenska Luftfartsinspektionen 1990 efter att en del modifieringar införts för att uppfylla västerländska certifieringskrav. Inget flygplan kom dock att importeras till Sverige.

## Användare
Har använts av:
- Air Ukraine
- Atlantic Airlines
- Daallo Airlines
- Interflug
- Icar Air

Används för närvarande av bland andra:
- Air Malawi